# بی‌دفاع
بی‌دفاع (به انگلیسی: Defenseless) یک فیلم معمایی و دلهره‌آور آمریکایی محصول سال ۱۹۹۱ به کارگردانی مارتین کمپل است.

## بازیگران
- باربارا هرشی
- سام شپارد … کارآگاه بوتل
- جی تی والش … استیون سلدز
- مری بت هرت … اللی سدز
- شری نورث
- جورج پی. ویلبر … شرمن بودک